# Světlana Gerasimenková
Světlana Ivanovna Gerasimenková (rusky Светлана Ивановна Герасименко, ukrajinsky Світлана Іванівна Герасименко; 23. února 1945 – 8. dubna 2025) byla sovětská a tádžická astronomka, spoluobjevitelka komety 67P/Churyumov-Gerasimenko.
Narodila se roku 1945 na Ukrajině, její otec byl Ukrajinec a matka Polka. Promovala na Kyjevské univerzitě v roce 1968. V roce 1969 odjela s Klymem Čurjumovem do Alma-Aty pozorovat komety 50cm dalekohledem. V noci z 11. na 12. září 1969 při pozorování komety 32P/Comas Solà náhodou vyfotografovala další kometu. Čurjumov ji později v Kyjevě identifikoval jako novou. Později byla tato kometa nazvána 67P/Churyumov-Gerasimenko.
V roce 1973 přijala pozvání Astrofyzikálního ústavu Tádžické akademie věd a přestěhovala se do Dušanbe, kde do posledních dní spolupracovala na vyhledávání a výzkumu komet.
Nikolaj Černych po ní pojmenoval planetku 3945 Gerasimenko, kterou objevil 14. června 1982.